# Giorgi Chakvetadze
Guiorghi Tchakvetadze (en géorgien : გიორგი ჩაკვეტაძე), plus souvent orthographié sous la forme anglophone Giorgi Chakvetadze, né le 29 août 1999 à Tbilissi en Géorgie, est un footballeur international géorgien. Il évolue au poste de milieu offensif à Watford FC.

## Biographie

### En club
Natif de Tbilissi en Géorgie, Giorgi Chakvetadze débute chez les jeunes au sein du Norchi Dinamoeli avant de passer au Dinamo Tbilissi. Avec ce club, il passe professionnel en 2016. Le 18 novembre 2016, il fait ses débuts en championnat contre le Lokomotiv Tbilissi (victoire 4-0) en remplaçant Otar Kiteishvili à la 85e minute de jeu.
À la fin de l'été 2017, Chakvetadze signe avec le club belge de La Gantoise. Le 1er octobre 2017, Chakvetadze fait ses débuts avec La Gantoise en championnat contre le Club Bruges KV (défaite 2-1), lors du « derby des Flandres ». Lors de ce match, le Géorgien remplace Danijel Milićević à la 82e minute de jeu.
Le 26 octobre 2018, il se met en évidence en inscrivant son premier doublé dans le championnat de Belgique, lors de la réception du Sporting Charleroi (victoire 2-1). Il marque un total de quatre buts en championnat cette saison là.
Lors de la saison 2019-2020, il participe à la Ligue Europa avec cette équipe. La Gantoise s'incline en seizièmes de finale face à l'AS Rome.

### En équipe nationale
Avec les moins de 19 ans, il participe au championnat d'Europe des moins de 19 ans en 2017. Lors de cette compétition organisée dans son pays natal, il joue trois matchs. Il se met en évidence en inscrivant un but contre la Suède. Avec un bilan d'une seule victoire et deux défaites, la Géorgie ne dépasse pas le premier tour du tournoi.
Giorgi Chakvetadze reçoit sa première sélection en équipe de Géorgie le 24 mars 2018, en amical contre la Lituanie. Lors de ce match, il inscrit son premier but en sélection, pour une victoire 4-0 à Tbilissi. Il marque ensuite lors de cette même année, quatre buts en Ligue des nations, contre le Kazakhstan, la Lettonie, Andorre, et à nouveau le Kazakhstan.
Le 22 mai 2024, il fait partie de la liste des 26 joueurs convoqués par Willy Sagnol pour disputer l'Euro 2024.

## Statistiques

### En club
| Saison                | Club                        | Championnat           | Championnat | Championnat | Championnat | Coupe(s) nationale(s) | Coupe(s) nationale(s) | Coupe(s) nationale(s) | Compétition(s) continentale(s) | Compétition(s) continentale(s) | Compétition(s) continentale(s) | Compétition(s) continentale(s) | Total | Total | Total |
| Saison                | Club                        | Division              | M.          | B.          | P.d.        | M.                    | B.                    | P.d.                  | Comp.                          | M.                             | B.                             | P.d.                           | M.    | B.    | P.d.  |
| 2017                  | FC Dinamo Tbilissi          | Erovnuli Liga         | 26          | 5           | 9           | -                     | -                     | -                     | -                              | -                              | -                              | -                              | 26    | 5     | 9     |
| 2018                  | FC Dinamo Tbilissi          | Erovnuli Liga         | -           | -           | -           | 2                     | 0                     | 2                     | -                              | -                              | -                              | -                              | 2     | 0     | 2     |
| Sous-total            | Sous-total                  | Sous-total            | 26          | 5           | 9           | 2                     | 0                     | 2                     | -                              | -                              | -                              | -                              | 28    | 5     | 11    |
| 2017-2018             | La Gantoise                 | Jupiler Pro League    | 19          | 1           | 2           | -                     | -                     | -                     | C3                             | -                              | -                              | -                              | 19    | 1     | 2     |
| 2018-2019             | La Gantoise                 | Jupiler Pro League    | 23          | 5           | 4           | 4                     | 1                     | 5                     | C3                             | 4                              | 0                              | 0                              | 31    | 6     | 9     |
| 2019-2020             | La Gantoise                 | Jupiler Pro League    | 9           | 0           | 2           | -                     | -                     | -                     | C3                             | 3                              | 0                              | 0                              | 12    | 0     | 2     |
| 2020-2021             | La Gantoise                 | Jupiler Pro League    | 3           | 0           | 0           | -                     | -                     | -                     | C1+C3                          | 1+0                            | 0+0                            | 0+0                            | 4     | 0     | 0     |
| 2021-2022             | La Gantoise                 | Jupiler Pro League    | 8           | 0           | 2           | 1                     | 1                     | 2                     | C4                             | 6                              | 0                              | 1                              | 15    | 1     | 5     |
| Sous-total            | Sous-total                  | Sous-total            | 62          | 6           | 11          | 5                     | 2                     | 6                     | -                              | 14                             | 0                              | 1                              | 81    | 8     | 18    |
| 2021-2022             | Hambourg SV (prêt)          | 2. Bundesliga         | 10          | 1           | 0           | 2                     | 0                     | 0                     | -                              | -                              | -                              | -                              | 12    | 1     | 0     |
| 2022-2023             | ŠK Slovan Bratislava (prêt) | Fortuna liga          | 27          | 1           | 4           | 6                     | 0                     | -                     | C1+C3+C4                       | 4+2+8                          | 0+0+0                          | 1+0+4                          | 47    | 1     | 9     |
| 2023-2024             | Watford FC (prêt)           | Championship          | 24          | 1           | 2           | 2                     | 0                     | 0                     | -                              | -                              | -                              | -                              | 26    | 1     | 2     |
| Total sur la carrière | Total sur la carrière       | Total sur la carrière | 150         | 14          | 26          | 17                    | 2                     | 8                     | -                              | 28                             | 0                              | 6                              | 195   | 16    | 40    |

### Buts en sélection
| Buts internationaux de Giorgi Chakvetadze | Buts internationaux de Giorgi Chakvetadze | Buts internationaux de Giorgi Chakvetadze    | Buts internationaux de Giorgi Chakvetadze | Buts internationaux de Giorgi Chakvetadze | Buts internationaux de Giorgi Chakvetadze | Buts internationaux de Giorgi Chakvetadze | Buts internationaux de Giorgi Chakvetadze |
|                                           | Date                                      | Lieu                                         | Adversaire                                | Score                                     | Résultat                                  | Compétition                               |                                           |
| ----------------------------------------- | ----------------------------------------- | -------------------------------------------- | ----------------------------------------- | ----------------------------------------- | ----------------------------------------- | ----------------------------------------- | ----------------------------------------- |
| 1.                                        | 24 mars 2018                              | Stade Mikheil-Meskhi, Tbilissi, Géorgie      | Lituanie                                  | 4-0                                       | 4-0                                       | Match amical                              |                                           |
| 2.                                        | 6 septembre 2018                          | Astana Arena, Astana, Kazakhstan             | Kazakhstan                                | 0-1                                       | 0-2                                       | Ligue des nations de l'UEFA 2018-2019     |                                           |
| 3.                                        | 16 octobre 2018                           | Daugava Stadium, Riga, Lettonie              | Lettonie                                  | 0-3                                       | 0-3                                       | Ligue des nations de l'UEFA 2018-2019     |                                           |
| 4.                                        | 15 novembre 2018                          | Estadi Nacional, Andorre-la-Vieille, Andorre | Andorre                                   | 0-1                                       | 1-1                                       | Ligue des nations de l'UEFA 2018-2019     |                                           |
| 5.                                        | 19 novembre 2018                          | Stade Mikheil-Meskhi, Tbilisi, Géorgie       | Kazakhstan                                | 2-0                                       | 2-1                                       | Ligue des nations de l'UEFA 2018-2019     |                                           |